# یانیک بولی
یانیک بولی (انگلیسی: Yannick Boli؛ زادهٔ ۱۳ ژانویهٔ ۱۹۸۸) بازیکن فوتبال اهل فرانسه است.
از باشگاه‌هایی که در آن بازی کرده‌است می‌توان به باشگاه فوتبال آنژی مخاچ‌قلعه، باشگاه فوتبال زوریا لوهانسک، باشگاه فوتبال پاری سن ژرمن، باشگاه فوتبال نیم المپیک، و باشگاه فوتبال لو آور اشاره کرد.